# Brightline West
 (janvier 2022).
Brightline West est une ligne à grande vitesse ferroviaire américaine actuellement en projet entre Los Angeles et Las Vegas, respectivement en Californie et au Nevada. Les trains y circuleront à une vitesse pouvant atteindre 322 km/h.
Le projet est porté par un partenariat entre l'État fédéral et l'entreprise Brightline.
L'ouverture de la ligne est prévue pour 2028, pour les Jeux olympiques de Los Angeles. Dans un premier temps, la ligne ne pourrait relier que Rancho Cucamonga à la vallée de Las Vegas.

## Description
Brightline West est une ligne de train à grande vitesse entre les villes de Las Vegas (gare de Las Végas Strip) et Los Angeles (gare de Rancho Cucamonga), soit 351 kilomètres en 2 h 10.
L'objectif est de compléter les options existantes : soit l'avion en 1 h 20 de vol (au total 3 h avec le temps d'attente aux aéroports), soit la route en 4 h 30 minimum. De plus, le train électrique a de faibles émissions de gaz à effet de serre. L'objectif pour 2038 est de transporter dix millions de passagers par an.
Le projet est porté par un partenariat entre l'État fédéral et l'entreprise Brightline, qui a réalisé la ligne de chemin de fer interurbaine entre Miami et Orlando en Floride en 2018. L'État fédéral apporte plus de 6 milliards de dollars, soit près de la moitié du coût total, notamment à travers un grand Plan de modernisation des infrastructures (en).

## Historique
22 avril 2024, la cérémonie d'inauguration des travaux de Brightline West a eu lieu sur le site de la future gare de Las Vegas, en présence de Pete Buttigieg, le secrétaire aux Transports des États-Unis : « C'est pour moi un grand honneur de contribuer au lancement de ce qui sera le premier train à grande vitesse de l'histoire américaine ! Cela arrive vraiment cette fois », faisant référence à la ligne ferroviaire à grande vitesse California High-Speed Rail qui devait être la première ligne des États-Unis mais qui accumule de nombreux retards.